# Domenico Coppi
Domenico Coppi (Livorno, 1869 – Prato, 1939) è stato un fotografo italiano.

## Biografia
Figlio di Luigi e di Maria Bianchini si trasferì ancora bambino con la madre a Firenze assieme alla sorella Ernesta e alla sorellastra Maria Cerri, detta Elettra, mentre del padre non si hanno più notizie. Lavorò come carbonaio e falegname ed entrò in contatto con i fotografi fiorentini Alinari e Brogi. La sua attività di fotografo iniziò a Prato intorno al 1902. Quando i Salvi cessaroro l’attività, nello stabilimento fotografico, Coppi subentrò e si dichiarò “successore di G. Salvi”, cioè del fotografo Germano Salvi (1849-1895) e dei suoi eredi e successori. Dopo il 1905 si trasferì nei locali di piazza Buonamici. La nuova attività "Fotografia Coppi" venne inaugurata nell'aprile 1905 e fu destinata a segnare la storia della fotografia a Prato.
Membro del circolo dei Misoduli, un tempo sede presso il Palazzo Vai, Coppi si inserì negli spazi lasciati dai Salvi e puntando sulla novità di un moderno studio fotografico, secondo quanto accadeva da tempo nelle grandi città. L'attività fotografica attrasse i pratesi facoltosi, intenzionati ad avere un ritratto per sé o per la propria famiglia. Coppi eseguì non solo ritratti in studio ma anche fotografie all'aperto, soprattutto nella campagna di Schignano dove possedeva una casa. Fotografò mutilati e invalidi di guerra in gita a Trieste e Venezia, documentando una mostra di tessuti pratesi in Tripolitania. Si dedicò anche ai collage fotografici, ai fotomontaggi e alle stampe eseguite con diversi procedimenti. Si presume che, studiando le sue immagini depositate presso l'Archivio Fotografico Toscano, che egli abbia preso parte alla campagna fotografica nel 1912 sugli stabilimenti e sull'industria tessile pratese legata alla visita di Sem Benelli in quella città. Nel 1917 sposò la pratese Siebe Annita Ines Orsini a Firenze.
Nel 1929 cessò l’attività nello studio di piazza Buonamici a causa di problemi di salute e forse anche dalla concorrenza. Coppi ebbe come allievi i futuri fotografi professionisti: Carlo Silli, Adolfo Massai e Alfredo Ranfagni, al quale insegnò il mestiere e al quale la moglie lasciò l’archivio dei negativi, acquisito successivamente dall’Archivio Fotografico Toscano.
Nel 1986 a Palazzo Novellucci, Prato, è stata dedicata una mostra a Domenico Coppi, comprendente anche le sue fotografie stereoscopiche che agli inizi del XX secolo proiettava dal suo studio nella piazza sottostante. La vicenda del fotografo, sia umano che professionale, sono stati trattati approfonditamente dalla rivista AFT - Archivio Fotografico Toscano n. 3, gennaio 1986, con testi di Sergio Romagnoli e Oriana Goti. Il fondo è composto da circa 150 stampe, 150 stampe contenute in un album relative alla Prima guerra mondiale e oltre 280 lastre di vetro: negativi, positivi e stereoscopie.